# Mehdi Ballouchy
Mehdi Ballouchy (en árabe : مهدي بلوشي), (Casablanca, Marruecos 6 de abril de 1983) es un exfutbolista marroquí que jugaba como mediocampista. Actualmente es asistente técnico en New York City FC en la MLS.

## Trayectoria

### Inicios
Ballouchy a los 13 años, se unió a las filas de SCC Mohammédia y jugó hasta los 16 años, después se trasladó a Estados Unidos en 2000 inicialmente viviría con su hermano en Denver antes de asistir a Gunn High School secundaria de Palo Alto, California. Asistió a la universidad y jugó fútbol un año con la universidad en Creighton y dos con la Universidad de Santa Clara, donde fue nombrado primer equipo All-American en 2005.

### Real Salt Lake
Ballouchy firmó un contrato de Generación Adidas con la MLS y fue la segunda selección en el SuperDraft de la MLS 2006 por el Real Salt Lake. Durante su tiempo con RSL Ballouchy apareció en 46 partidos de liga marcando 2 goles y 2 asistencias.

### Colorado Rapids
Después de pasar dos años en Utah fue cambiado a Colorado Rapids en julio de 2007. Durante su estancia con Colorado Ballouchy se desempeñó principalmente como un medio centro ofensivo, y también como extremo derecho. Con el Colorado aparecido en 77 partidos de liga, anotando 7 goles y 18 asistencias. Su temporada más productiva para Colorado fue en 2009 cuando apareció en 28 partidos de liga marcando dos goles y la disponibilidad para siete asistencias.

### New York Red Bulls
El 14 de septiembre de 2010 Ballouchy unió a New York Red Bulls en un cambio por Macoumba Kandji. El entrenador de Nueva York Hans Backe había estado buscando un centrocampista ofensivo durante toda la temporada y la adquisición de Ballouchy terminó la búsqueda del club. El 16 de septiembre de 2010 Ballouchy debutó con Nueva York, marcó un gol en el empate 2-2 contra el FC Dallas. El 21 de octubre de 2010 Ballouchy dirigió a los Red Bulls a una victoria 2-0 sobre New England Revolution, que ayudó a Nueva York para ganar su segundo título de la Conferencia Este.

### San Jose Earthquakes
Ballouchy se trasladó a California cuando fue traspasado a San Jose Earthquakes el 30 de julio de 2012. Hizo 6 apariciones como un habitual antes de que sufriera un desgarre del Ligamento cruzado anterior que lo mantuvo fuera el resto de la temporada y el inicio de la siguiente.

### Vancouver Whitecaps
En 2013 Ballouchy fue por el seleccionado por Vancouver Whitecaps FC en la segunda etapa del 2013 en el Proyecto de reingreso el 18 de diciembre de 2013 y llegaron a un acuerdo en enero de 2014.

### New York City FC
New York City FC seleccionó a Medhi Ballouchy como sexta selección del Draft de Expansión 2014 el 10 de diciembre de 2014.
- Datos: Q2626561
- Multimedia: Mehdi Ballouchy / Q2626561